# Kreminna
Kreminna (em ucraniano:  Кремінна) é uma cidade da Ucrânia, situada no Oblast de Luhansk. Tem 15,72 km² de área e sua população em 2020 foi estimada em 18.859 habitantes.